# Samoa National League 1979
Samoa National League 1979, còn có tên là Upolo First Division, là mùa giải đầu tiên trong lịch sử Samoa National League, giải đấu cao nhất của Liên đoàn Bóng đá Samoa. Vaivase-tai giành chức vô địch đầu tiên, đang dần trở thành đội bóng có chuỗi 3 chức vô địch liên tiếp.